# Lepidochrysops hypopolia
Morant's Blue (Lepidochrysops hypopolia) là một loài bướm ngày trong họ Lycaenidae. Đây là loài đặc hữu Nam Phi. Dù người ta cho rằng nó đã tuyệt chủng, nó có thể đã được phát hiện lại. Hai tiêu bản được biết từ Potchefstroom ở tỉnh North West và Blue Bank gần Ladysmith ở KwaZulu-Natal.